# Benjamin Graham
Benjamin Graham (Londra, 9 maggio 1894 – Aix-en-Provence, 21 settembre 1976) è stato un economista e imprenditore statunitense.
Graham è considerato il primo economista ad aver sviluppato la teoria del value investing, un approccio agli investimenti che ha iniziato a insegnare alla Columbia Business School nel 1928 e in seguito raffinata con David Dodd nelle varie edizioni del libro Security Analysis.

## Biografia
Nacque a Londra nel 1894 con il nome di Benjamin Grossbaum da genitori ebrei, Isaac M. Grossbaum e Dorothy Gerad, i quali emigrarono negli Stati Uniti quando lui aveva solo un anno, stabilendosi poi a New York, dove Isaac avviò un'attività di import-export. Nel 1903 Isaac Grossbaum morì e sua moglie Dorothy dovette crescere da sola i figli Benjamin e i più giovani Leon e Victor; come se non bastasse, nel 1907 la Bank Panic la derubò dei suoi risparmi, lasciando la famiglia in gravi difficoltà economiche e costringendola a trasferirsi dal fratello di Dorothy, Maurice Gerad.

### Carriera
Essendo un brillante studente, Graham entrò alla Columbia University con una borsa di studio e nel 1914, all'età di 20 anni, conseguì una laurea in Scienze. Aveva un'ottima conoscenza del greco e del latino, pur nutrendo un profondo interesse per la matematica e la filosofia. Alcune settimane prima della sua laurea, l'università gli aveva offerto una cattedra in tre facoltà diverse (filosofia greca e latina, inglese e matematica) e sebbene il lavoro gli avrebbe dato la sicurezza economica, egli declinò l'offerta. Nonostante la sua formazione fosse lontana dal mondo degli affari, egli cominciò a lavorare a Wall Street come messenger ("commesso") per la società di brokeraggio Newburger, Henderson & Loeb, affiggendo obbligazioni e quotazioni su una lavagna per 12 $ alla settimana; a quei tempi, quello di Graham era considerato un passo rivoluzionario, dal momento che all'epoca i laureati non consideravano la borsa valori come un'opzione di carriera. D'altra parte, grazie al suo acume, egli riuscì ben presto a conquistare la fiducia dei proprietari e fu promosso alla stesura dei rapporti. Nel 1919, all'età di 25 anni, Graham guadagnava già 600000 $ l'anno, che equivalgono a circa 8 milioni di dollari del 2012. Scalando rapidamente la gerarchia aziendale, nel 1920 egli divenne infine socio dello studio e qualche tempo dopo decise di cambiare il suo cognome da Grossbaum a Graham per adattarsi all'ambiente di Wall Street.

### La Graham-Newman Partnership
Nel 1926, all'età di 32 anni, Graham fondò insieme a Jerome Newman la Graham-Newman Partnership, la società d'investimento che circa 30 anni più tardi avrebbe assunto Warren Buffett. Grazie all'adozione di strategie radicali (i due soci erano soliti scommettere sul rialzo del prezzo di un titolo e contemporaneamente sul ribasso del prezzo di un altro titolo, in modo da sfruttare a pieno le risorse disponibili, senza tenere riserve di denaro contante), la società non solo salvaguardò il capitale dei clienti, ma consentì loro di avere un ritorno del 670% nei successivi 10 anni, registrando una performance superiore del 40% rispetto ai principali fondi comuni d'investimento dell'epoca. Nel 1928 entrò a far parte della Columbia Business School come membro della facoltà, carica che mantenne fino al 1955.
Nel 1929, dopo il crollo della Borsa di Wall Street, la Graham-Newman Partnership perse la grande parte delle proprie azioni, ma riuscì a rimanere a galla negli anni della Grande Depressione e a recuperare i propri asset; da allora fino al 1956 la società non subì più alcuna perdita, godendo anzi di un rendimento medio annuo del 17%. Naturalmente tale esperienza mise in difficoltà Graham, ma con il senno di poi si rivelò fondamentale, dal momento che gli avrebbe fornito l'ispirazione necessaria per scrivere il suo primo libro. Nel 1930, infatti, insieme a David Dodd, all'epoca anch'egli docente alla Columbia University, iniziò a lavorare alla stesura di quello che sarebbe diventato il trattato esemplare sull'approccio prudente all'investimento, vale a dire Security Analysis, uscito quattro anni dopo, nel 1934. Si trattava del primo libro in assoluto ad affrontare sistematicamente lo studio degli investimenti, tant'è che sul New York Times Louis Rich definì il saggio come "il frutto pieno, maturo, scrupoloso e assolutamente meritorio di analisi scientifica e sagacia empirica".
Nel 1948, la Graham-Newman Partnership acquisì la Government Employees Insurance Co., una compagnia assicuratrice privata (nonostante il nome "Government"). Dal momento che non era possibile per un fondo di investimento possedere una compagnia assicuratrice, essa fu trasformata in una public company, distribuendo azioni tra gli investitori. Nel 1949 Graham pubblicò The Intelligent Investor, da molti considerato il libro di riferimento per chi applica le teorie del value investing; Warren Buffett lo avrebbe in seguito definito "il miglior libro sugli investimenti mai scritto". Nel contempo egli continuò a giocare un ruolo chiave nel mercato azionario, acquistando azioni che erano scambiate ad un prezzo inferiore al valore di liquidazione delle società e minimizzando così il rischio di un ribasso.
Nel 1956 Graham sciolse la società con Newman e si ritirò dal mercato azionario, ma il suo interesse per quest'ultimo non svanì affatto, tant'è che avrebbe trascorso gran parte della propria vita da pensionato elaborando formule semplificate che avrebbero aiutato gli investitori medi ad investire in azioni; inoltre, egli scrisse molto a proposito delle politiche monetarie.

### Ultimi anni
In seguito allo scioglimento della società, Graham si trasferì in California, pur mantenendo la propria casa a New York, e insegnò alla University of California, Los Angeles e anche alla Anderson School of Management (Nuovo Messico). Dopo la morte di suo figlio nel 1954, Graham ebbe una relazione con la fidanzata del suo defunto figlio Marie Louise "Malou" Amingues (la quale era 20 anni più grande di suo figlio) ed era solito andare frequentemente in Francia per farle visita; in seguito egli si separò da sua moglie Estey e andò a vivere insieme a Marie Louise in Francia, dove avrebbe trascorso i suoi ultimi anni di vita. Il 21 settembre 1976 Graham morì a Aix-en-Provence all'età di 82 anni.

## Filosofia d'investimento
Il suo primo libro, Security Analysis, scritto insieme a David Dodd, fu pubblicato nel 1934. Insieme a The Intelligent Investor, pubblicato nel 1949, è uno dei capolavori di Graham. Warren Buffett descrive The Intelligent Investor come "il miglior libro sull'investimento mai scritto". Graham esortava gli investitori del mercato azionario a fare una fondamentale distinzione tra investimento e speculazione. A tale scopo, in Security Analysis, egli afferma che "un'operazione di investimento è quella che, attraverso un'analisi approfondita, promette la sicurezza del capitale e un rendimento adeguato. Tutte le operazioni che non soddisfano tali requisiti sono speculative".
Graham affermava che il proprietario di titoli azionari dovrebbe vedere tali titoli anzitutto come quota di proprietà di una società. Tenendo in mente tale prospettiva, l'azionista non dovrebbe focalizzarsi troppo sulle fluttuazioni irregolari dei prezzi delle azioni, dal momento che nel breve termine il mercato azionario si comporta come una macchina per il voto, ma nel lungo termine esso agisce come una bilancia (cioè nel lungo periodo il prezzo delle azioni rifletterà il loro vero valore). Graham distingueva, inoltre, tra investitore passivo e investitore attivo. L'investitore passivo, detto anche investitore difensivo, investe con prudenza, cerca azioni di valore e compra con un'ottica di lungo termine. L'investitore attivo, detto anche investitore intraprendente, è invece un investitore che ha più tempo, più interesse ed ha una conoscenza più avanzata nel ricercare acquisti eccezionali nel mercato. In particolare, a questa seconda categoria di investitori, Graham consiglia di analizzare attentamente il bilancio delle società. Quando una società è disponibile sul mercato ad un prezzo inferiore al suo valore intrinseco, c'è un "margine di sicurezza", il che rende la società adatta per l'investimento.
Secondo Graham l'investitore intelligente è colui che si comporta come un uomo d'affari. In altre parole, l'investitore azionario non ha né ragione né torto perché gli altri concordano o sono in disaccordo con lui, bensì egli ha ragione perché sono i suoi fatti e le sue analisi a dargli ragione. L'allegoria preferita di Graham è quella di Mr. Market, un socio che bussa ogni giorno alla porta dell'azionista, offrendogli di comprare o vendere le sue azioni ad un prezzo differente. Spesso è euforico e quota prezzi molto alti; altre volte, invece, è estremamente depresso e i prezzi che propone sono molto bassi. Di solito, il prezzo quotato da Mr. Market sembra plausibile, ma talvolta esso è ridicolo. L'investitore è libero di accettare il prezzo quotato e fare affari con lui, oppure ignorarlo completamente. A Mr. Market questo non importa e il giorno seguente tornerà a quotare le azioni con un altro prezzo. Il punto è che l'investitore non dovrebbe vedere i capricci di Mr. Market come determinanti il valore delle azioni che egli detiene. Egli dovrebbe trarre profitto dalla follia del mercato piuttosto che prendervi parte. L'investitore ottiene risultati migliori concentrandosi sulle vere performance delle sue società e sui dividendi ricevuti, piuttosto che sul comportamento spesso irrazionale di Mr. Market.
Il principio di base è che i prezzi delle azioni non sempre riflettono razionalmente il valore di un'azienda. Graham era critico nei confronti delle aziende dei suoi tempi per via dei loro bilanci confusi e irregolari, che impedivano agli investitori di comprendere il vero stato delle finanze aziendali. Egli era un sostenitore del pagamento dei dividendi agli azionisti piuttosto che al trattenimento di tutti i profitti aziendali. Inoltre, criticava chi sosteneva che alcune tipologie di azioni fossero buone a qualunque costo in ragione di una prospettiva di crescita sostenuta del loro prezzo, senza tuttavia una buona analisi dell'attuale condizione finanziaria della società. Queste osservazioni rimangono valide tutt'oggi.
I suoi contributi abbracciano numerosi campi, tra cui quello del value investing, di cui Graham è in un certo senso considerato il "padre".

## Eredità intellettuale
Graham è considerato il "padre del value investing", la cui filosofia di investimento è delineata attraverso i suoi due libri, Security Analysis (1934) - scritto insieme a David Dodd - e The Intelligent Investor (1949). Le sue idee riguardo alla psicologia dell'investitore, debito minimo, buy-and-hold investing (investimento compra-e-tieni), analisi fondamentale, diversificazione concentrata, acquisto con il margine di sicurezza, activist investing (investimento attivo), e la sua mentalità bastian contrario furono riprese da alcuni suoi seguaci, tra cui i più famosi sono senza dubbio Warren Buffett, Irving Kahn, Walter J. Schloss. In particolare, Buffett - che riconosce a Graham di avergli dato le basi per un modello di investimento razionale - lo descrive come la seconda persona più influente della sua vita, dopo suo padre.
Accanto al suo rivoluzionario lavoro nel campo degli investimenti finanziari, Graham diede anche significativi contributi alla teoria economica.